# Robert Hénard
Robert Eugène Hénard, né à Paris 9e le 25 janvier 1871 et mort à Chambéry en septembre 1940,, est un écrivain, peintre et illustrateur français.

## Biographie
En 1904, il reçoit la croix d'officier d'académie en qualité d'"artiste peintre à Paris".
Après avoir résidé à Paris, 9 rue de Beaujolais, il s'installe dans la région de Chambéry.
Il est inhumé le 6 septembre 1940 à Jacob-Bellecombette (Savoie).

## Œuvres
- 1903 : L'hôtel Lambert, avec Adrien Fauchier-Magnan, Émile-Paul, éditeur
- 1903 : Un Hugolâtre
- 1904 : Le Mont-Valérien : l'ermitage, le calvaire, la forteresse, Émile-Paul, éditeur
- 1904 : Illustrations de l'ouvrage d'Émile Auguste Léon Hourst Notre Marine de Guerre[5].
- 1907 : Les jardins de Bagatelle
- 1908 : La rue Saint-Honoré, des origines à la Révolution, Émile-Paul, éditeur
- 1908-1913 : Les Richesses d'Art de la Ville de Paris, collection de volumes in-8° illustrés publiée sous la direction de Quentin Bauchart, H. Laurens, éditeur
- 1909 : Une rue de Paris en 1808, La Grande revue
- 1910 : Promenades historiques dans Paris
- 1911 : Paris
- 1911 : Les jardins et les squares, Librairie Renouard, H. Laurens, éditeur
- 1911 : Sous le ciel vénitien : la ville, la lagune, la campagne
- 1914 : Une enquête sur le tango, ceux qui l'enseignent, où on le danse
- 1914 : Un tableau de Tiepolo retrouvé
- 1919 : Programme of reception in honour of the british navy in Paris. Réception de la marine britannique à Paris
- 1923 : Aspects du Vieux-Paris, 50 eaux-fortes originales de Pierre Desbois, préface de Frantz Funck-Brentano
- 1925 : Rouen, préface d'Armand Dayot, Ed. Nilsson
- 1929 : Les Cathédrales de France, préface de S.G. Baudrillart, avant-propos de Camille Enlart, Ed. Nilsson